# البنك الوطني العماني
البنك الوطني العُماني تأسس في العام 1973 ليصبح أول بنك محلي بسلطنة عُمان. هو أحد أكبر البنوك في سلطنة عُمان برأس مال مدفوع يقدر 110.8 مليون ريال (288 مليون دولار أمريكي) ورأس مال نظامي يبلغ 377.8 مليون ريال (981 مليون دولار أمريكي). لدى البنك الوطني العماني أكثر من 60 فرعاً داخل عُمان إضافة إلى فرعين في الإمارات العربية المتحدة في إمارة أبوظبي وإمارة دبي.

## تاريخ
تأسس في العام 1973 ليصبح أول بنك محلي بسلطنة عُمان. هو أحد أكبر البنوك في سلطنة عُمان برأس مال مدفوع يقدر بـ 110.8 مليون ريال (288 مليون دولار أمريكي) ورأس مال نظامي يبلغ 377.8 مليون ريال (981 مليون دولار أمريكي). لدى البنك الوطني العماني أكثر من 60 فرعاً داخل عُمان إضافة إلى فرعين في الإمارات العربية المتحدة في إمارة أبوظبي وإمارة دبي.
تأسس البنك الوطني العُماني في العام 1973 ليصبح أول بنك محلي بسلطنة عُمان، ويحفل سجل البنك بتاريخ ثري من الخدمات التي قدمها للشركات العُمانية المحلية وتعزيزه للاقتصاد العُماني بشكلٍ عام. واليوم، أصبح البنك الوطني العُماني أحد أكبر البنوك في سلطنة عُمان برأس مال مدفوع يقدر بـ 110.8 مليون ريال (288 مليون دولار أمريكي) ورأس مال نظامي يبلغ 377.8 مليون ريال (981 مليون دولار أمريكي).*
تم تسجيل البنك الوطني العُماني (ش.م.ع.ع.) تحت الرقم 1003704 برأس مالي أولي يقدر بـ 500,000 ريال وبدأ أعماله من خلال فرعين عام 1973. وكان من بين أصحاب الأسهم الرئيسيين للبنك شركة WJ Towell & Co وبنك أوف أمريكا بنسبة  51% و39% من الأسهم لكل منهما على التوالي. وفي عام 1987، استحوذ البنك الدولي للائتمان والتجارة (لوكسمبورغ) ش.م (BCCI) على 39% من حصة بنك أوف أمريكا. وفي عام 1991، حين تم تعليق عمليات بنك لوكسمبورغ، أُعيدت رسملة البنك من قبل الحكومة العُمانية. في عام 2003، استحوذت مجموعة سهيل بهوان على 35% من حصة البنك عبر إصدار أسهم رأس مال خاصة. وفي عام 2005، وزعت مجموعة سهيل بهوان وبعض حاملي الأسهم الثانويين جزءاً من حصصهم على البنك التجاري القطري الذي يملك حالياً 34.9% من أسهم رأس المال المصدر للبنك.
ومع التزامه بالوفاء بالاحتياجات المالية لعملائه عبر كافة القطاعات، يؤكد البنك الوطني العُماني أنه سيبذل قصارى جهده ليجعل حصول العملاء على الخدمات المصرفية أمراً مريحاً وسهلاً وممتعاً.
يقدم البنك حلولاً مالية متطورة صُممت بحيث تتماشى مع احتياجات الأفراد والشركات. وبالنظر إلى طبيعة الأعمال المصرفية والتجارية عالمياً نستطيع أن نقدم كافة المتطلبات المالية داخل سلطنة عُمان وخارجها، بحيث نؤكد أننا نتمتع بالخبرة والتكنولوجيا اللازمة التي تجعلنا شركاء موثوق بهم في التعاملات المالية للعملاء.
وعلاوة على إدارة الأعمال المصرفية الشخصية التي تقدم حسابات وقروض وتأمين وفرص استثمارية، يقدم البنك أيضاً مجموعة خدمات مصرفية تجارية تناسب الشركات وأيضاً إدارة لأعمال الاستثمار المصرفي.
تقدم إدارة الخدمات المصرفية التجارية مجموعة كاملة من المنتجات والخدمات التي صُممت لتيسر عمل الشركات والمؤسسات التي تتخذ من سلطنة عُمان مقراً لها سواء داخل السلطنة أو خارجها.
تقدم إدارة أعمال الاستثمار المصرفي لدينا خدمات لإدارة المحافظ الاستثمارية وعمليات الوساطة وإدارة الأصول وتوزيع صناديق الاستثمار المشتركة وإدارة إصدارات الأسهم والسندات العامة بالإضافة إلى الخدمات الاستشارية الاستثمارية العالمية والمحلية. كما تقدم الإدارة حلولاً خاصة بالخزانة للوفاء بمتطلبات الأعمال المتنامية لعملائنا من كافة القطاعات.
يقدم البنك خدماته للعملاء من خلال 61 فرعاً و173 جهازاً للصرف الآلي وأجهزة لإيداع النقد والشيكات موزعة على امتداد السلطنة، بالإضافة إلى ثلاثة فروع خارجية أحدها في مصر والاثنين الآخرين في كل من دبي وأبوظبي بالإمارات العربية المتحدة. يمكن للعملاء أيضاً الوصول للخدمات المصرفية عبر مركز اتصالات البنك الوطني العُماني الذي يعمل طوال اليوم أو عبر الخدمات المصرفية المتاحة عبر موقعنا على الإنترنت.
للبنك حضور دولي في كل من الإمارات العربية المتحدة (أبوظبي) وفي مصر لمدة تزيد عن عشر سنوات. كذلك، استطاع البنك في عام 2013 الحصول على رخصة لممارسة أعمال مصرفية لتقديم خدمات مالية تقليدية وإسلامية في دبي، وفي الربع الأخير من عام 2013 افتتح البنك فرعاً في الإمارة نفسها. وقد زاد البنك من محفظة قروضه (الإجمالية) بدولة الإمارات العربية المتحدة بما يتجاوز 134% حيث بلغت قيمة القروض 92.6 مليون ريال في 30 يونيو 2014 مقارنة بمبلغ 39.4 مليون ريال في 31 ديسمبر 2013.
ونظراً لكونه البنك العُماني الوحيد المرخص له بالعمل في دُبي فقد أصبح يتمتع بميزة تنافسية لتنمية أنشطته الدولية. ينظر البنك الوطني العُماني إلى الإمارات العربية المتحدة باعتبارها من الاقتصادات الديناميكية التي تسود بها مستويات كبيرة من الثقة في مجال الأعمال خاصة عقب أن نالت الإمارات العربية المتحدة شرف استضافة معرض إكسبو 2020.
إننا في البنك الوطني العُماني ملتزمون بالاستثمار في المجتمع وقد التزمنا بوعدنا بإضفاء أثر إيجابي على مجتمعنا عبر أنشطة مسئوليتنا الاجتماعية والتي تركز على خمسة مجالات تتضمن الصحة، والخدمات الإنسانية، والفنون والثقافة، والتعليم والبيئة، والشباب والمرأة.

## خروجه من مصر
في 2014 تنازل البنك الوطني العماني عن رخصته والتي لا يمكن بيعها في ظل امتلاكه لمكتب تمثيلي وليس شركة مساهمة.

## وصلات خارجية
- الموقع الرسمي للبنك الوطني العماني